# Трап (морський термін)

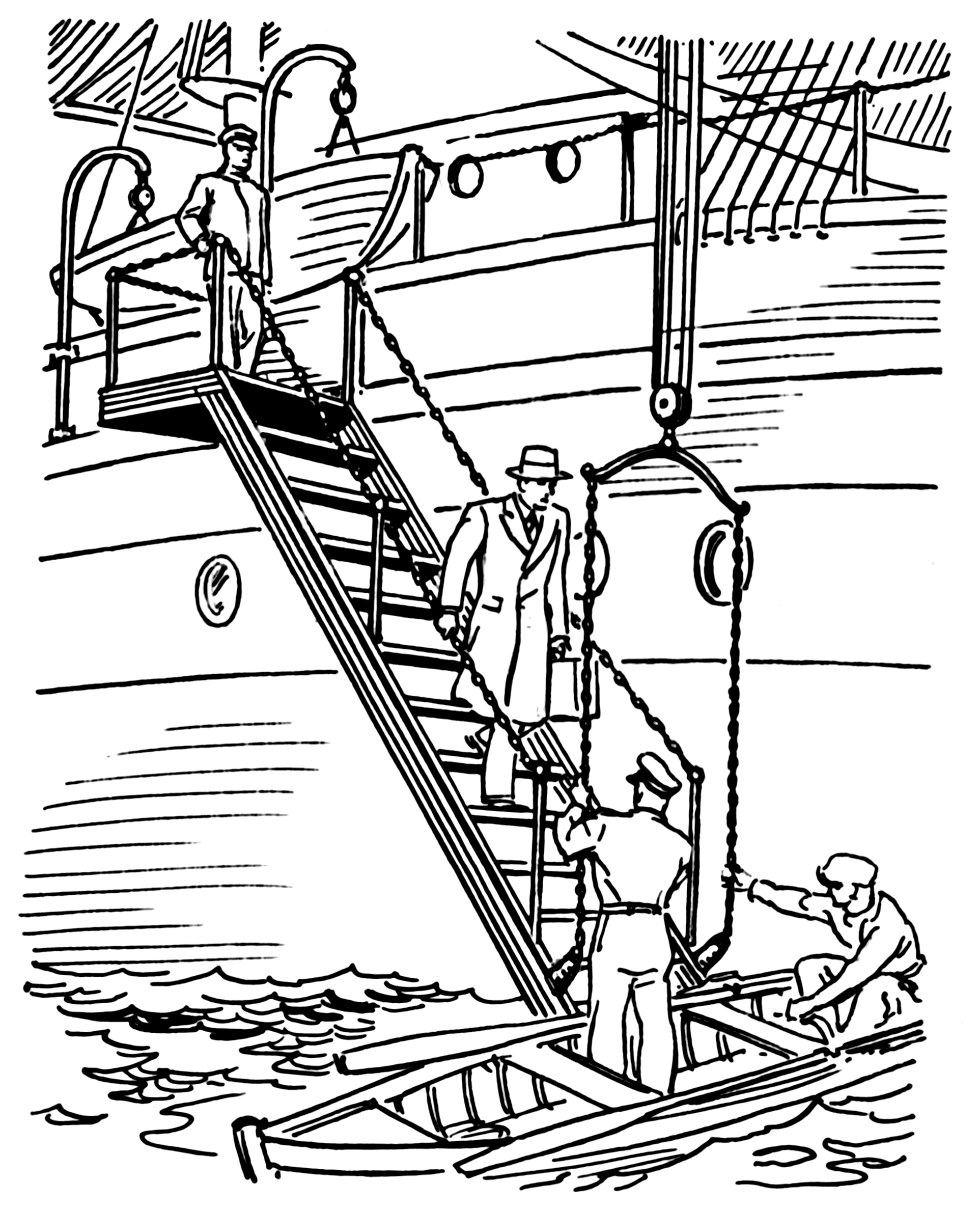
Забортний трап

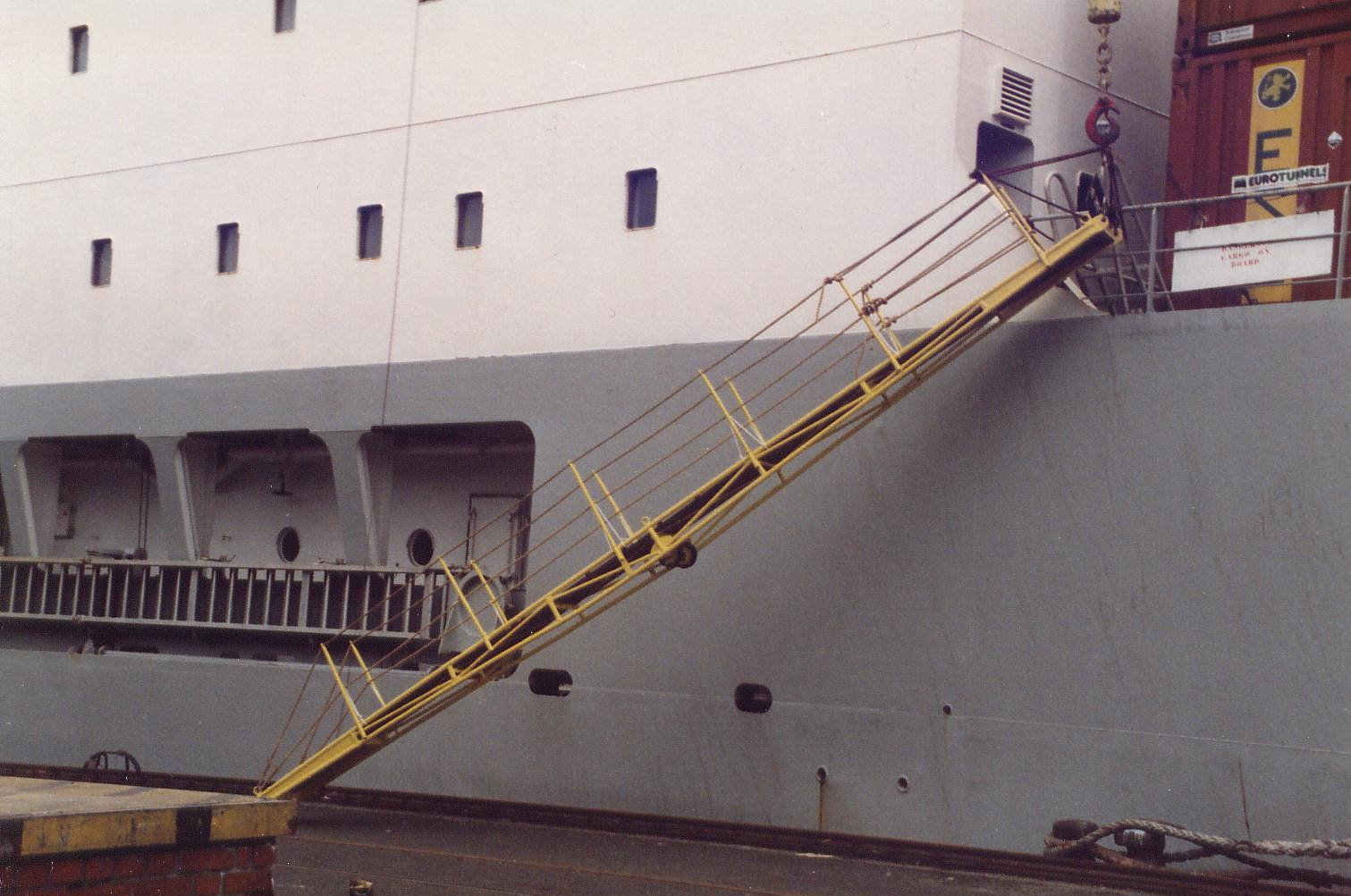
Сходня і прибраний трап

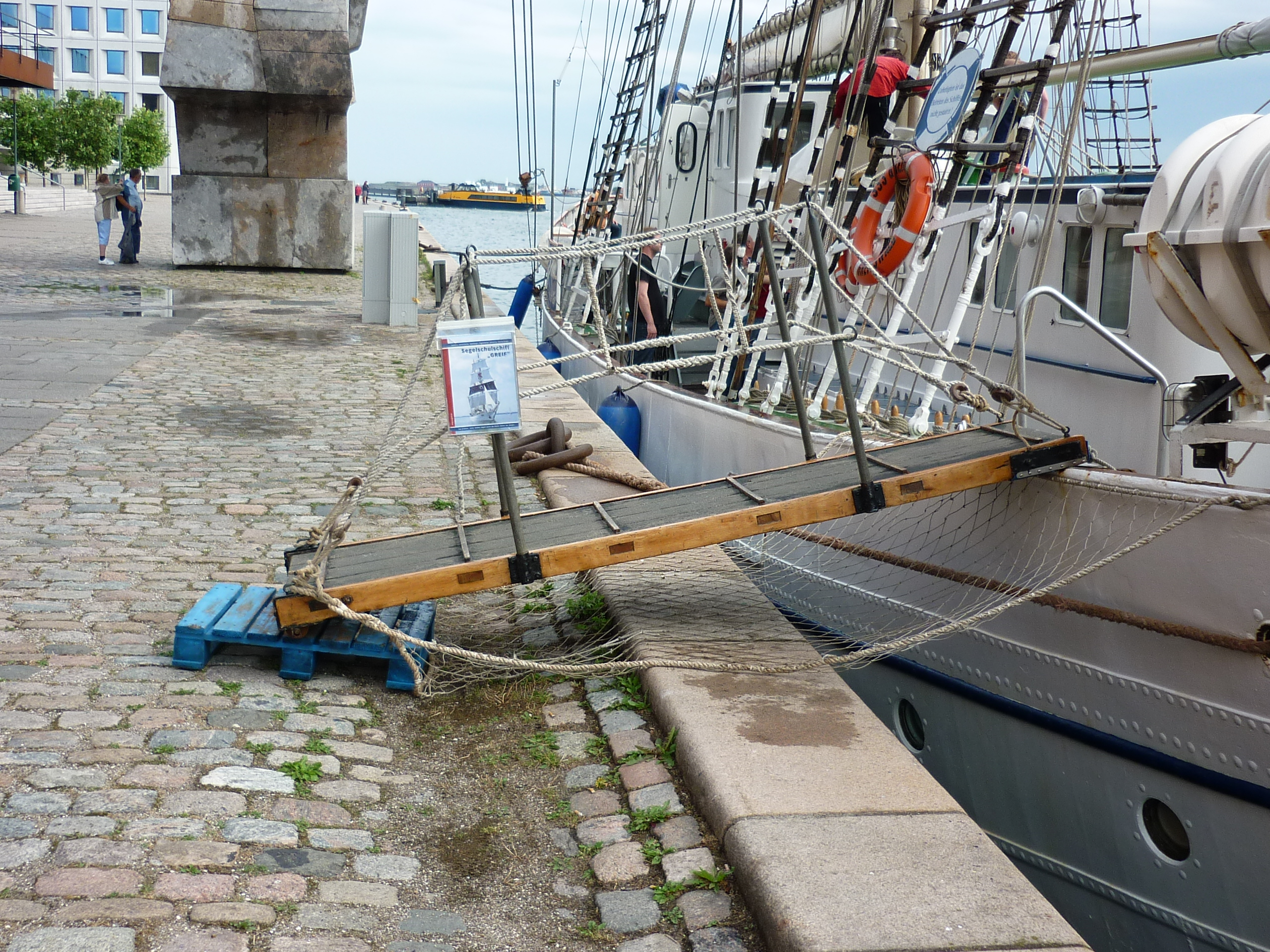
Сходня

Трап (нід. trap) — будь-якого типу стаціонарні суднові сходи для сполучення між приміщеннями, відсіками, палубами судна і судном і берегом, а також переносні гнучкі драбини з рослинного або синтетичного троса.
Нестаціонарні суднові сходи для переходу з судна на берег називаються сходнями. Мотузяний трап називають штормтрапом.
Трапи розрізняють за місцем розташування на судні — внутрішні і зовнішні трапи, за шириною робочого прорізу — однопотокові і двопотокові трапи, за способом кріплення — стаціонарні, знімні і переносні трапи і за орієнтацією щодо палуби судна — похилі і вертикальні трапи. На бойових кораблях, залежно від встановленого розпорядку, частину трапів використовують для одностороннього руху (тільки вгору або тільки вниз).
Для встановлення забортних трапів застосовуються трапбалки — різновид шлюпбалок з талями, які підтримують нижній майданчик трапа. Історично для цієї мети могли використовувати і талі (ватер-талі), прикріплені до нока грота-реї.
Трапи мають жорсткі (дерев'яні або металеві) поручні, також замість них можуть використовувати троси — фалрепи. Під час зустрічі осіб командного складу і проводах їх з корабля у флоті Російської імперії біля трапів стояли фалрепні — матроси з числа вахтового відділення. Біля навісних трапів належало мати двох фалрепних, біля парадних — 4 (двох на нижньому майданчику і двох на палубі); повне число фалрепних ставили лише для командирів кораблів і флагманів, для офіцерів нижчого рангу ставили тільки двох фалрепних на палубі.

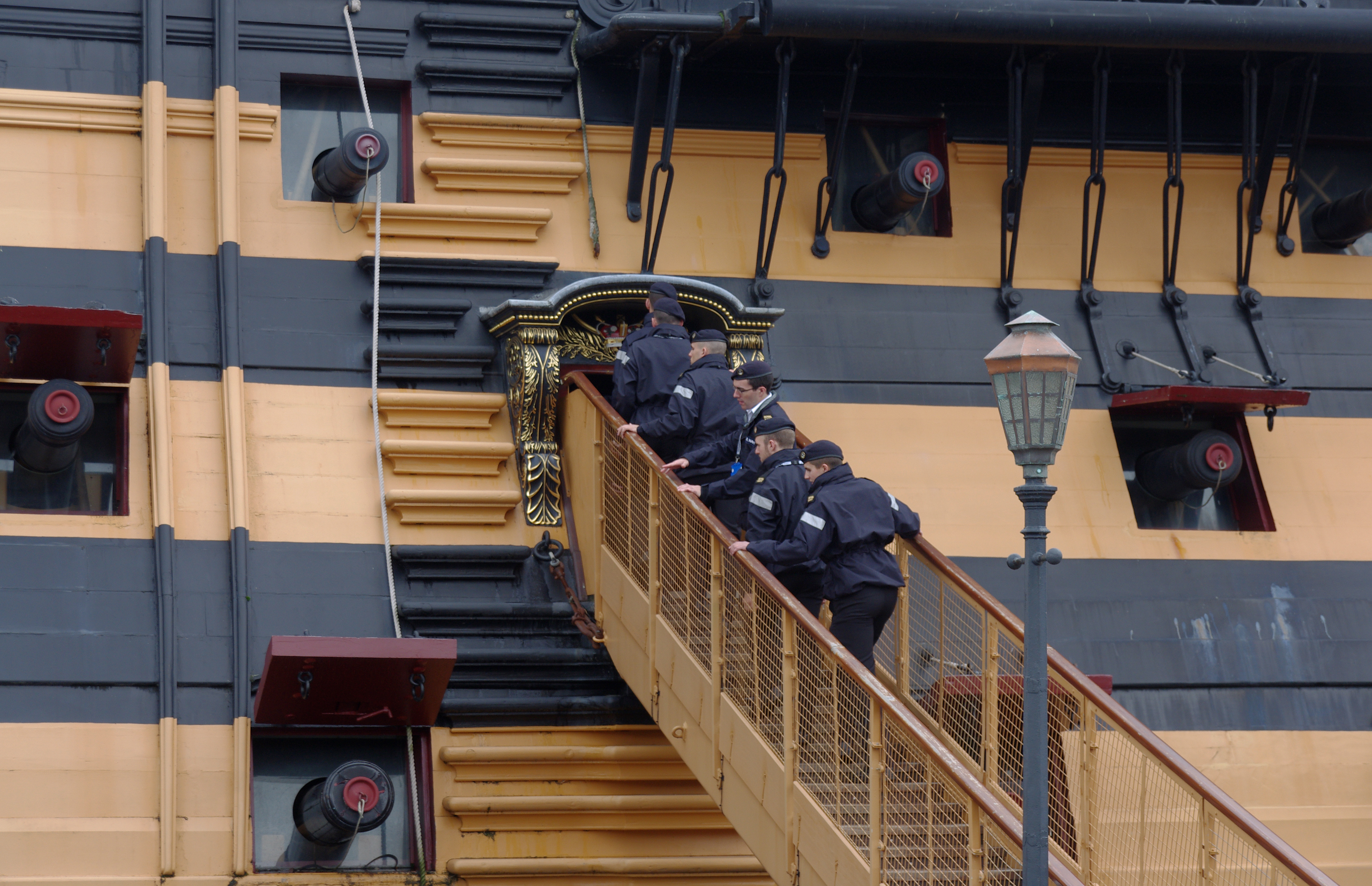
Забортний трап і бортові двері лінійного корабля Victory
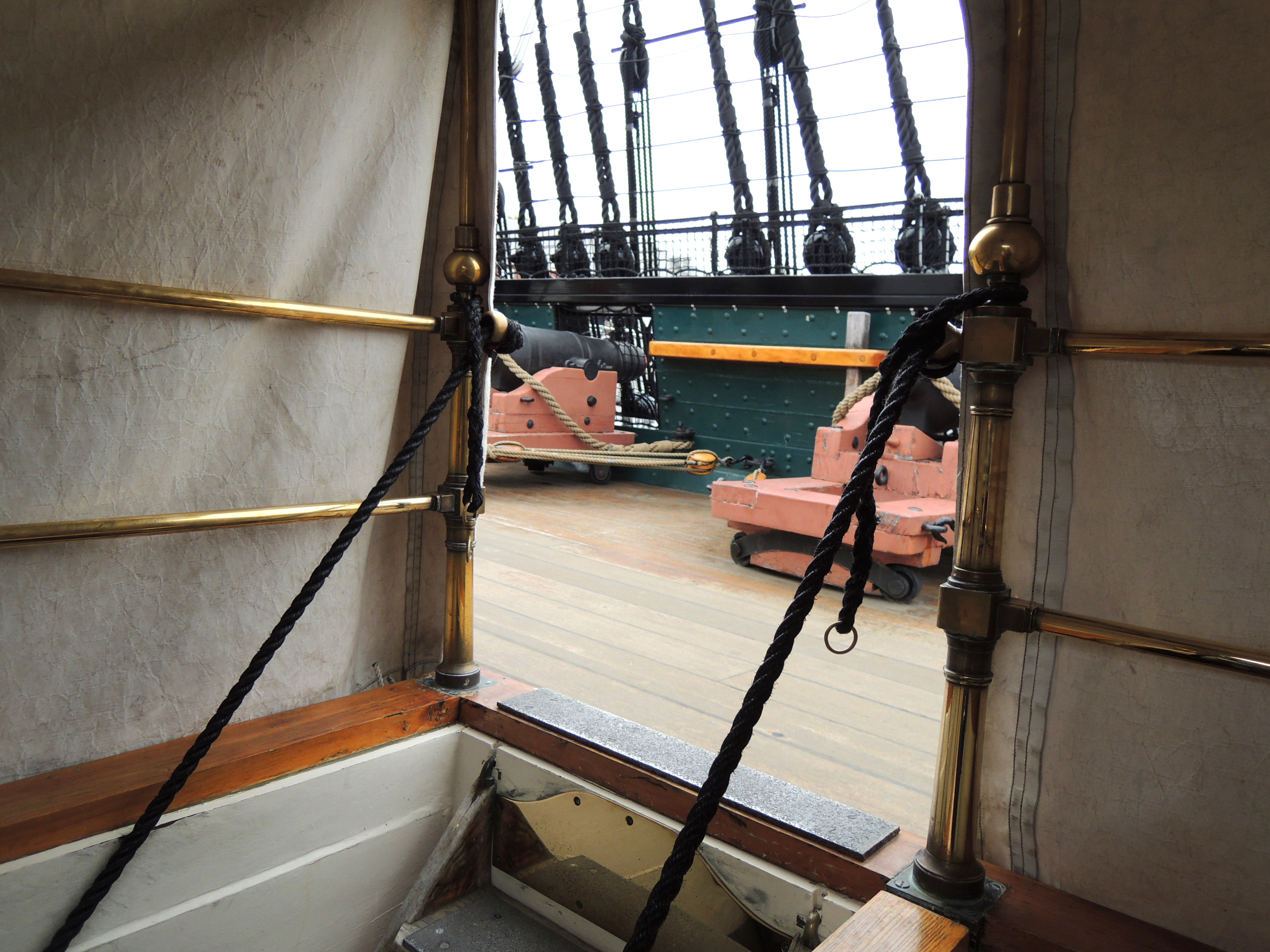
Фалрепи внутрішнього трапа фрегата Constitution